# 正栄食品工業
正栄食品工業株式会社（しょうえいしょくひんこうぎょう、英: SHOEI Foods Corporation）は、東京都台東区秋葉原に本社を置く総合食品商社。

## 沿革
- 1904年（明治37年）11月 - 創業。
- 1947年（昭和22年）11月 - 正栄食品工業株式会社を設立。
- 1986年（昭和61年）8月 - 東京証券取引所2部上場。
- 2002年（平成14年）1月 - 菓子部門が正栄菓子として独立。2007年1月には「正栄デリシィ」へ社名を変更。
- 2017年（平成29年）7月 - 東京証券取引所1部に指定替え。

## 取扱い製品
- フルーツ加工品
- ナッツ及びナッツ加工品

## 関連企業
- 正栄デリシィ - 「サク山チョコ次郎」などを製造している。
- ロビニア - 「麦チョコ」「コーンチョコ」などを製造している。
- 京まろん - 「マロングラッセ」などを製造している。
- 筑波乳業 - 乳製品などを製造している。